# Friedrich Bauer (Missionar)

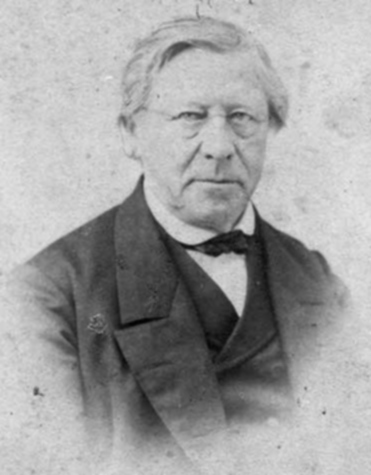
Friedrich Bauer

Markus Friedrich Wolfgang Bauer (* 14. Juni 1812 in Nürnberg; † 13. Dezember 1874 in Rothenburg ob der Tauber) war ein deutscher evangelisch-lutherischer Theologe des 19. Jahrhunderts, zugleich auch Pädagoge und Germanist.

## Leben und Wirken
Während seiner Schulzeit am Melanchthon-Gymnasium Nürnberg erhielt Bauer eine grundlegende humanistische Bildung. In seinem Theologiestudium wurde er besonders geprägt von den Professoren Adolf Harleß (Erlangen), der ihn mit den lutherischen Bekenntnisschriften vertraut machte, und August Tholuck (Halle), der ihm die pietistische Frömmigkeit näher brachte, sowie von seinem Kommilitonen Wilhelm Löhe, dem Gründer des Diakoniewerks Neuendettelsau.
Nach einer Anfrage Löhes in einem Brief vom 14. Oktober 1841 begann Friedrich Bauer zunächst von Nürnberg aus im Neuendettelsauer Traktatverein mitzuarbeiten. 1846 kam es in Nürnberg unter Löhe zur Gründung einer „Vorbereitungsanstalt“, die Pfarrer für ihren Diasporadienst in Nordamerika ausbilden sollte. Bauer wurde der Gründungsrektor dieser Anstalt (heute: Mission EineWelt). Unter seiner Leitung wurden 190 Männer für ihren Dienst in Nordamerika als Pastoren und Lehrer geschult.
Da Friedrich Bauer an der Nürnberger Landwirtschafts- und Gewerbeschule als Lehrer auch die deutsche Sprache unterrichtete, jedoch keine Ausbildung hierfür hatte, verfasste er – vermutlich aus der Not heraus – das Werk Grundzüge der neuhochdeutschen Grammatik für höhere Bildungsanstalten, das 1850 erstmals erschien. In den 160 Seiten des Werks stellte er Wortbildung, Wortlehre, Satzlehre und Rechtschreibung dar. Das Buch wurde von einem Schulbuchverlag entdeckt und fand so schnell Verbreitung in Österreich und später in Bayern und Preußen. Bauer hielt das Werk zeit seines Lebens zusammen mit dem Nürnberger Sprachforscher und Germanisten Georg Frommann auf dem neuesten Stand. Das Schulbuch wurde nach seinem Tod von Konrad Duden weitergeführt und herausgegeben und hatte noch viele Auflagen. Seine Werke trugen maßgeblich zur Vereinheitlichung der deutschen Sprache bei und begründeten Bauers Ruf als großer Sprachreformator des 19. Jahrhunderts. Daneben verfasste er eine Dogmatik und eine Ethik auf lutherischer Grundlage, die ursprünglich zur Ausbildung der Schüler der Neuendettelsauer Missionsanstalt verwendet wurden.
1854 erfolgte die Eheschließung mit der Pfarrerstochter Julie Walch (1821–1879), aus der drei Kinder hervorgingen: 1856 Magdalena (später Gattin des Missionsdirektors Martin Deinzer), 1858 Friedrich (später Pastor in den USA) und 1860 Gottlieb (später „Kassier“ der Missionsanstalt). Nach dem Tod von Wilhelm Löhe wurde Bauer zum Rektoratsverweser der Diakonissenanstalt gewählt. Zwei Jahre später starb er während eines Erholungsaufenthaltes in Rothenburg ob der Tauber.

### Bibliographie (Auswahl)
- Christliche Dogmatik auf lutherischer Grundlage, entworfen von F. Bauer, umgearbeitet und vermehrt von Johannes Deinzer u. Martin Deinzer, Neuendettelsau: Missionsanstalt 1921.
- Christliche Ethik auf lutherischer Grundlage, entworfen von F. Bauer, umgearbeitet und vermehrt von Johannes Deinzer u. Martin Deinzer, Neuendettelsau: Verlag der Missionsanstalt 1904. (Digitalisat)
- Grundzüge der Neuhochdeutschen Grammatik, Nördlingen: C. H. Beck 1850.
- Jesus siegt: Andachten für die österlich Festzeit, Nachdruck, Neuendettelsau: Verlag der Diakonissenanstalt 1964.
- Vater Löhes Ehrengedächtnis. Besorgt von der Abteilung II der Gesellschaft für innere Mission im Sinne der lutherischen Kirche, Nürnberg 1872.

### Sekundärliteratur
- Friedrich Bauer und die Predigttätigkeit von Wilhelm Löhe 1854 bis 1864. In: Dietrich Blaufuß (Hrsg.): ZbKG 80. Verein für Bayerische Kirchengeschichte, Nürnberg 2011, DNB 010080570, S. 111–125.
- Hans Rößler (Hrsg.): Friedrich Bauer – Begegnungen (= Neuendettelsauer Hefte. Band 6). Freimund-Verlag, Neuendettelsau 2012, ISBN 978-3-86540-114-4 (Digitalisat [PDF]).
- Elisabeth Fuchshuber-Weiß; Hermann Reiner; Hans Rößler: Friedrich Bauer - ein fränkischer Schulmann und Theologe mit weltweiter Wirkung. Sonderdruck aus: Zeitschrift für bayerische Kirchengeschichte 80, 2011. In: Neuendettelsauer Hefte. Heimat- und Geschichtsverein Neuendettelsau und Umgebung, Neuendettelsau 2012, DNB 1025064283.
- Claudia Jahnel/Hermann Vorländer (Hrsg.): Friedrich Bauer (1812 - 1874). Pionier in der Weltmission, Wegbereiter des Duden. Erlanger Verlag für Mission und Ökumene, Neuendettelsau 2013, ISBN 978-3-87214-540-6.